# Désignation provisoire
En astronomie, une désignation provisoire est une convention de nommage appliquée aux objets du système solaire immédiatement après leur découverte. Cette désignation est remplacée par une désignation permanente une fois qu'une orbite fiable a été calculée.

## Planètes mineures
Le système actuel a été mis en place en 1925 et remplace toutes les conventions précédentes qui devinrent obsolètes par le nombre sans cesse croissant d'astéroïdes découverts.

### Historique
Les quatre premiers astéroïdes furent découverts au début du XIXe siècle. Le cinquième ne le fut que près de 40 ans après le quatrième. Les astronomes n'avaient à l'origine aucune raison de penser qu'il existait des millions d'objets de ce type et assignèrent un nom et un symbole à chaque découverte, perpétuant ainsi la tradition utilisée pour les planètes : (1) Cérès était symbolisé par une faucille stylisée, (2) Pallas par une croix surmontée d'un losange, (3) Junon par l'inverse du symbole utilisé pour Vénus surmonté d'une étoile et (4) Vesta par un autel.
Alors que le nombre d'astéroïdes découverts dépassait la dizaine, il devint apparent qu'il serait impossible de continuer à assigner de tels symboles. Johann Franz Encke introduisit un nouveau système dans le Berliner Astronomisches Jahrbuch de 1854 (publié en 1851), dans lequel des nombres entourés d'un cercle étaient utilisés. Le système d'Encke commençait par (5) Astrée auquel était assigné le nombre 1 et se poursuivait jusqu'à (15) Eunomie (nombre 11) ; Cérès, Pallas, Junon et Vesta continuaient à être désignés par des symboles. Dans l'édition suivante du Berliner Astronomisches Jahrbuch, la numérotation fut changée pour les prendre en compte et Astrée reçut le numéro 5. Le nouveau système fut vite populaire parmi les astronomes et les astéroïdes furent dès lors désignés par un nombre suivi d'un nom.
Plusieurs notations différentes furent utilisées pendant la deuxième moitié du XIXe siècle, mais la forme actuelle tire son origine de l'Astronomische Nachrichten de 1911. Une désignation provisoire y était assignée à la découverte d'un astéroïde et une désignation permanente lorsque son orbite était calculée.

### Désignations provisoires
Quand un astre inconnu a été suivi pendant plusieurs nuits, ses coordonnées peuvent être envoyées au Centre des planètes mineures qui fournira une désignation provisoire.
Celle-ci est composée de l'année, puis d'une lettre qui indique la quinzaine de la découverte, suivie d'une lettre indiquant l'ordre de la découverte dans cette moitié de mois. La lettre I n'est pas utilisée pour éviter la confusion avec le chiffre 1, et le Z n'est jamais utilisé pour désigner la moitié du mois. S'il y a plus de 25 découvertes dans la quinzaine, on boucle à la lettre A et on ajoute un nombre qui indique combien de fois la deuxième lettre a été utilisée dans cette moitié de mois. Par exemple (15760) Albion, désignation provisoire 1992 QB1 a été le vingt-septième astéroïde découvert dans la seconde quinzaine d'août 1992 (après le vingt-cinquième, 1992 QZ, et le vingt-sixième, 1992 QA1). (90377) Sedna avait reçu la désignation provisoire 2003 VB12, indiquant qu'il fut découvert pendant la première quinzaine de novembre 2003 et était le 302e objet découvert pendant cette période.
Par la suite, il est fréquent que plusieurs désignations provisoires aient été données au même objet (par exemple, (5878) Charlene possède également les désignations 1979 XU, 1991 CC1 et 1992 QZ). Si l'objet est nouveau, une fois qu'on sera certain d'avoir assez de mesures pour calculer son orbite et ne plus le perdre, l'objet entrera au catalogue officiel.

## Comètes
Le système utilisé avant 1995 pour les comètes était complexe et consistait généralement en l'année de découverte suivie d'un nombre en chiffre romain ou le nom du découvreur.
Depuis 1995, le système est devenu similaire à la désignation provisoire des astéroïdes. Une comète est provisoirement désignée par :
- C/, P/ ou D/ selon que la comète soit périodique (P), non périodique (C) ou disparue (D)
- l'année de découverte, 
- suivie d'une lettre indiquant la quinzaine de la découverte pendant l'année. 
- et le nombre suivant, qui n'est pas un indice (contrairement à pour les astéroïdes), indexe séquentiellement les découvertes pendant une même quinzaine.
Ainsi, la huitième comète découverte pendant la deuxième quinzaine de mars 2006 recevrait la désignation provisoire C/2006 F8.
Si une comète se fragmente, chaque fragment reçoit la même désignation provisoire suivie d'un lettre en suffixe, A, B, C, etc., Z, AA, AB, AC... Si la comète C/2006 F8 se sépare en deux fragments, ils reçoivent donc les désignations C/2006 F8-A et C/2006 F8-B.
Si un objet originellement désigné comme astéroïde développe une queue cométaire, le préfixe adéquat (P/ ou C/) est ajouté à sa désignation astéroïdale.

## Satellites

### Satellites de planètes
Lorsqu'un satellite est découvert autour d'une planète, on lui assigne une désignation provisoire du genre « S/2000 J 11 » (11e satellite de Jupiter découvert en 2000) ou « S/2003 S 1 » (1er satellite de Saturne découvert en 2003) :
- Le « S/ » initial signifie « satellite » et permet de distinguer l'objet des préfixes « D/ », « C/ » et « P/ » utilisé pour les comètes.
- Le chiffre suivant est l'année de découverte.
- La lettre suivante est l'initiale de la planète autour de laquelle a été découvert le satellite (en pratique « J » pour Jupiter, « S » pour Saturne, « U » pour Uranus, « N » pour Neptune et, avant août 2006, « P » pour Pluton ; et « H » pour Mercure (Hermès), « V » pour Vénus, « E » pour la Terre (Earth en anglais) et « M » pour Mars, dans l'hypothèse que de nouveaux satellites seraient à découvrir pour ces dernières planètes).
- Le dernier nombre identifie séquentiellement l'index de découverte du satellite autour de la planète et pour l'année précisée.

Ces désignations sont parfois écrites, à tort, sans l'espace entre la lettre et l'indice (par exemple « S/2003 S1 » au lieu de la forme correcte « S/2003 S 1 »), qui est la forme utilisée pour les comètes (par exemple P/2003 S1 = 291P/NEAT).

### Satellites de planètes mineures
Le système de désignation provisoire des satellites planétaires est également utilisé pour les satellites d'astéroïdes et de planètes naines.
Pour une planète naine ou un astéroïde qui possède un numéro définitif, on utilise le système précédent en indiquant ce numéro entre parenthèses en lieu et place de la lettre désignant la planète. Par exemple, le satellite de (87) Sylvia découvert en 2001 fut provisoirement nommé « S/2001 (87) 1 » avant de recevoir la désignation définitive « (87) Sylvia I Romulus ». Cette convention doit donc également être utilisée pour les nouveaux satellites de Pluton depuis son déclassement en 2006 (nom officiel depuis cette date : (134340) Pluton), même si la lettre « P » est toujours inofficiellement utilisé (cf. S/2011 (134340) 1).
Si l'astéroïde ne possède qu'une désignation temporaire (ce qui peut également être le cas pour une planète naine dans un premier temps, l'objet ne pouvant recevoir ce titre qu'une fois son orbite formellement établie et ainsi un nom et un numéro formellement attribués), on indique cette désignation entre parenthèses à la place de la lettre. Ainsi, la lune de 2003 UB313 fut dans un premier temps désignée par « S/2005 (2003 UB313) 1 » avant de recevoir son nom définitif « (136199) Éris I Dysnomie » après que la planète naine a reçu son nom officiel « (136199) Éris ».